# Hank Williams the Roy Orbison Way
Hank Williams the Roy Orbison Way — студийный альбом Роя Орбисона , записанный музыкантом для «MGM Records», выпущен в августе 1970 года.

## Об альбоме
Этот диск дань памяти певцу Хэнку Уильямсу (англ. Hank Williams), «отцу современной музыки кантри», участнику Музыкального Зала Славы Кантри, полностью состоит из песен, написанных и исполненных Хэнком в разные годы.

## Список композиций альбома
Автор всех песен альбома Хэнк Уильямс (кроме указанных дополнительно).
1. «Kaw-Liga» (Уильямс, Фред Роуз)
2. «Hey, Good Lookin'»
3. «Jambalaya (On the Bayou)»
4. «(Last Night) I Heard You Crying in Your Sleep»
5. «You Win Again»
6. «Your Cheatin' Heart»
7. «Cold, Cold Heart»
8. «A Mansion on the Hill» (Уильямс, Фред Роуз)
9. «I Can’t Help It (If I’m Still in Love with You)»
10. «There’ll Be No Teardrops Tonight»
11. «I’m So Lonesome I Could Cry»